# مصرف الهدى
مصرف الهدى مصرف عراقي خاص أُسس عام 2008،  يبلغ رأس المال للمصرف 250 مليار دينار.